# 阿普頓鎮區 (密蘇里州德克薩斯縣)
阿普頓鎮區（英語：Upton Township）是位於美國密蘇里州德克薩斯縣的一個行政鎮區。

## 地方資料
阿普頓鎮區的面積為213.76平方千米，當中陸地面積為213.41平方千米，而水域面積為0.35平方千米。根據2020年美國人口普查的數據，當地共有人口597人，而人口密度為每平方千米2.79人。